# Smółka pospolita
Smółka pospolita (Viscaria vulgaris Röhl.) – gatunek rośliny z rodziny goździkowatych. Występuje na znacznej części Europy oraz w zachodniej Azji. Dziczeje z upraw w Ameryce Północnej. W Polsce smółka jest rozpowszechniona, zwłaszcza na niżu. Jako roślina światłolubna jest mało konkurencyjna, rośnie w miejscach otwartych – na murawach, w okrajkach i świetlistych lasach, zwykle na siedliskach ubogich i kwaśnych, często na piaskach, żwirach i skałach. Jest długowieczną byliną, chętnie zgryzaną przez zwierzęta, ale bez znaczenia pastewnego. Uprawiana jest jako roślina ozdobna, zwłaszcza w odmianach pełnokwiatowych. Jest też rośliną miododajną.

## Rozmieszczenie geograficzne
Gatunek występuje na rozległych obszarach Europy Środkowej i Północnej, zanikając stopniowo i występując w coraz większym rozproszeniu na obrzeżach kontynentu. Na północy sięga na Półwyspie Skandynawskim do 68° szerokości północnej (przy czym często spotykany jest do 62° szerokości, a dalej na północ jest rzadki), w rozproszeniu rośnie w północnej Rosji i na Wielkiej Brytanii. Na zachodzie zanika w zachodniej Francji i Hiszpanii. Na południu zwarty zasięg sięga do południowej strony Alp i północnej części Półwyspu Bałkańskiego, dalej na południe rośnie na rozproszonych stanowiskach na Półwyspie Apenińskim, w Grecji, na izolowanych stanowiskach na Krymie i Przedkaukaziu, podawany jest także z Azji Mniejszej i północnego Iranu. Na wschodzie sięga w Rosji do Nowosybirska i Tiumeni.
Jako gatunek dziczejący z ogrodów podawany jest z północno-wschodniej części Stanów Zjednoczonych, przy czym notowany jest tam przejściowo.
Polska znajduje się w centrum zasięgu gatunku. Jest on dość często spotykany na niemal całym obszarze kraju. Jest rzadki lub lokalnie go brak tylko w wyższych położeniach w Karpatach, w południowo-wschodniej i północno-zachodniej części kraju.
Na obszarach górskich w Europie sięga do 1800 m n.p.m. W Polsce w Karkonoszach rośnie do 600 m, w Tatrach do 1100 m, a w Gorcach do 1195 m n.p.m.

## Morfologia

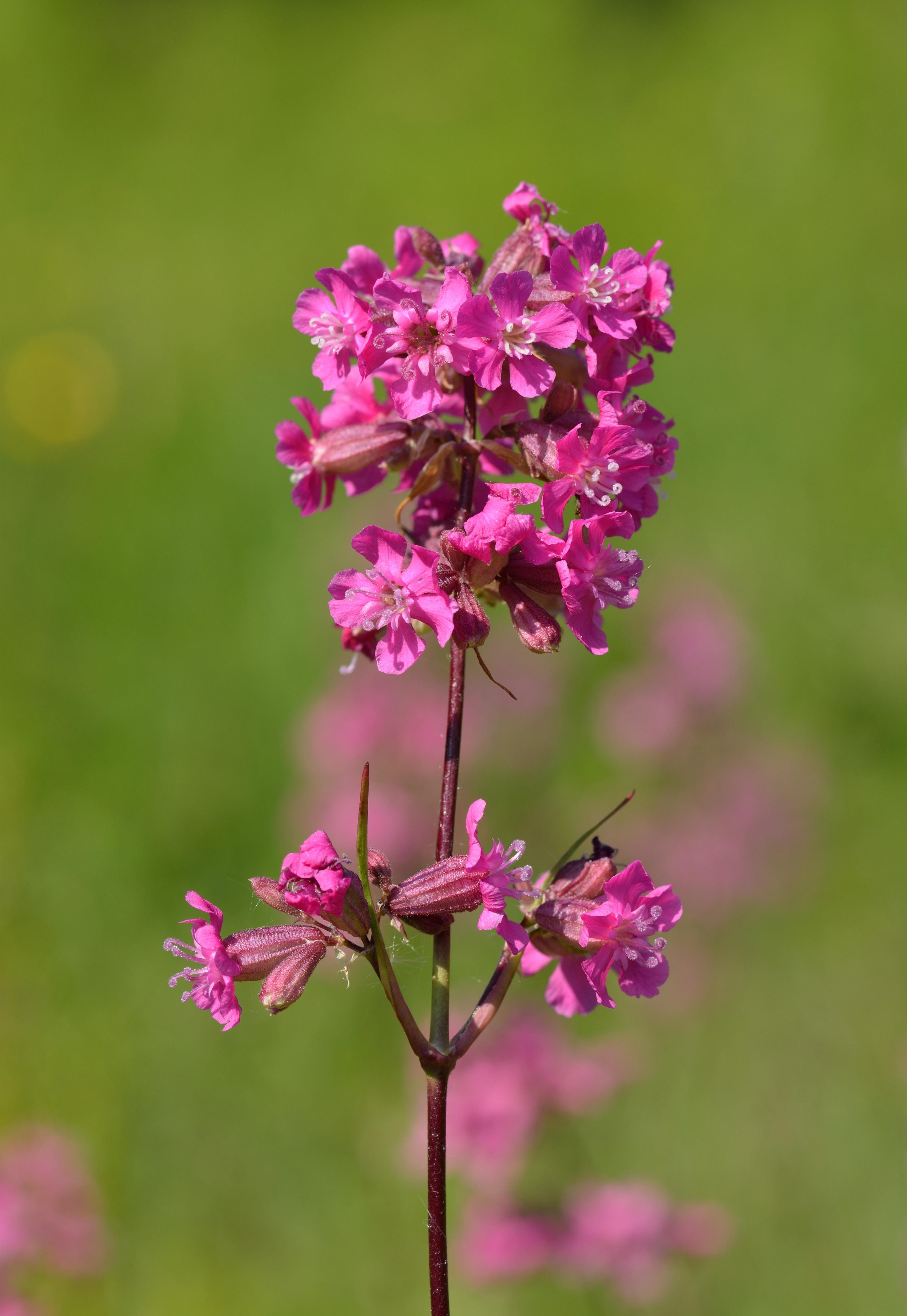
Kwiatostan

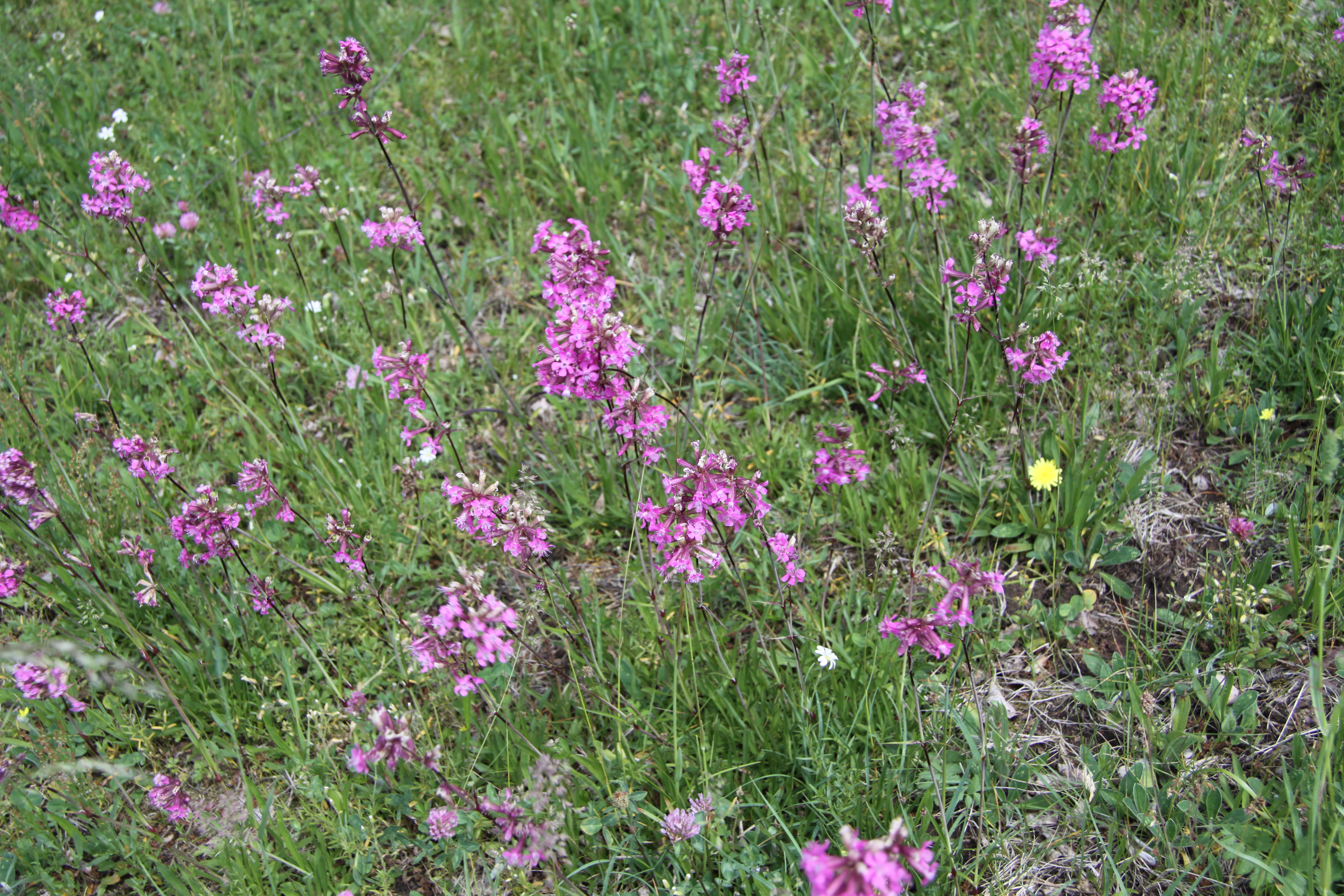
Murawa z kwitnącą smółką pospolitą

PokrójKępkowa roślina zielna, o zimozielonych liściach odziomkowych. Kłącze osiąga do 8 mm szerokości, jest drewniejące, rozgałęzia się tworząc gęsto skupione, krótkie (rzadko przekraczające 5 cm długości), gęsto ulistnione pędy wegetatywne. Prosto wzniesione łodygi kwiatonośne osiągają od 15 do 60 cm, rzadko do 100 cm wysokości, oraz od 1,5 do 5 mm średnicy. Zwykle są pojedyncze, rzadko rozgałęzione i tylko w górnej części. Są nagie, ale w górnej części i w obrębie kwiatostanu pod węzłami owłosione i tu z lepką, brunatną wydzieliną. Łodygi są puste wewnątrz, ciemnozielone, ale pod węzłami fioletowo lub czarnofioletowo zabarwione. Międzywęźla i węzły są wyraźne, w dolnej części te pierwsze osiągają zwykle 2 do 10 cm długości, w górnej 3–18 cm. Stare okazy mogą tworzyć kępy osiągające ponad 80 cm średnicy i składające się z ponad 100 pędów.
KorzenieKorzeń główny według niektórych źródeł jest dość cienki, słabo rozgałęziony, z cienkimi korzeniami bocznymi, osiąga 20–50 cm długości, według innych źródeł jest tęgi, palowy, sięga do 1 m głębokości. Liczne korzenie przybyszowe są białe, zarówno cienkie, dość krótkie i gęste, jak i (rzadziej) grubsze i dłuższe.
LiścieUlistnienie naprzeciwlegle, dolne liście są łopatkowate do lancetowatołopatkowatych, górne równowąskie. Dolne osiągają od 7 do 15 cm długości (rzadko do 18 cm), zwykle są nierówne. Blaszka ma szerokość zazwyczaj do 1 cm, czasem do 1,5 cm. Na szczycie blaszka jest zaostrzona, wszystkie liście są całobrzegie, nagie, tylko w dolnej części są gęsto owłosione na brzegach. Dolne liście zwężone są u nasady i pozornie ogonkowe. Górne liście łodygowe są siedzące, zrosłe nasadami, krótsze i węższe (osiągają od 2 do 10 cm długości i od 2 do 8 mm szerokości).
KwiatyNa jednej roślinie powstaje od kilku do ok. 50 pędów kwiatonośnych, zwieńczonych kwiatostanem zawierającym zazwyczaj 20–25, czasem więcej kwiatów. Zebrane są one w wiechopodobny kwiatostan składający się z licznych wierzchotek dwuramiennych, wyrastających z zagęszczających się ku górze węzłów. W każdej wierzchotce rozwija się od 3 do 6 krótkoszypułkowych kwiatów. Rozgałęzienia w obrębie kwiatostanu wsparte są szerokolancetowatymi, nagimi, obejmującymi łodygę podsadkami o długości od 3 do 35 mm. W dolnej części i u nasady dolnych rozgałęzień podsadki są większe, w górze i na dalszych odgałęzieniach wierzchotek – mniejsze. Nagi, rzadziej owłosiony lub ogruczolony kielich o działkach zrośniętych w długą (6–15 mm), wąskodzwonkowatą rurkę, jest 10-nerwowy, różowo nabiegły, na końcu nieco rozszerzony i tu z 5 krótkimi ząbkami. Między kielichem i koroną znajduje się nagi antofor (wyniesienie dna kwiatowego) o długości od 1 do 5 mm. Płatki korony są wyraźnie podzielone na wąski, nagi paznokieć o długości 5–12 mm i szerokości 1–3 mm, oraz górną część płatka o szerokości od 2 do 8 mm i długości od 4 do 10 mm. Płatek jest całobrzegi lub płytko wycięty, cały różowopurpurowy (jasno lub ciemno), rzadko biały. Przykoronek w postaci dwóch równowąskich, językowatych łusek o zaokrąglonych końcach, osiągających zwykle od 1 do 3,5 mm długości. Korona osiąga średnicę od 14 do 22 mm. Pręcików jest 10 o nagich nitkach długości 5 do 14 mm i wystających ponad koronę pylnikach barwy liliowej do różowej. Zalążnia pojedyncza, górna o długiej szyjce i 5 znamionach.
OwoceLiczne torebki, jajowate do elipsoidalnych, o długości 7–10 mm i szerokości 3–5 mm. W czasie dojrzewania owoc rozsadza kielich. Wewnątrz torebki podzielone są na pięć (rzadziej do 8) komór i otwierają się pięcioma (rzadziej do 8) odgiętymi ząbkami. Nasiona są nerkowate, ciemnobrązowe do czarnych, długości od 0,4 do 0,7 mm, pokryte ostrymi brodawkami. Masa pojedynczych nasion wynosi średnio 0,074 mg.

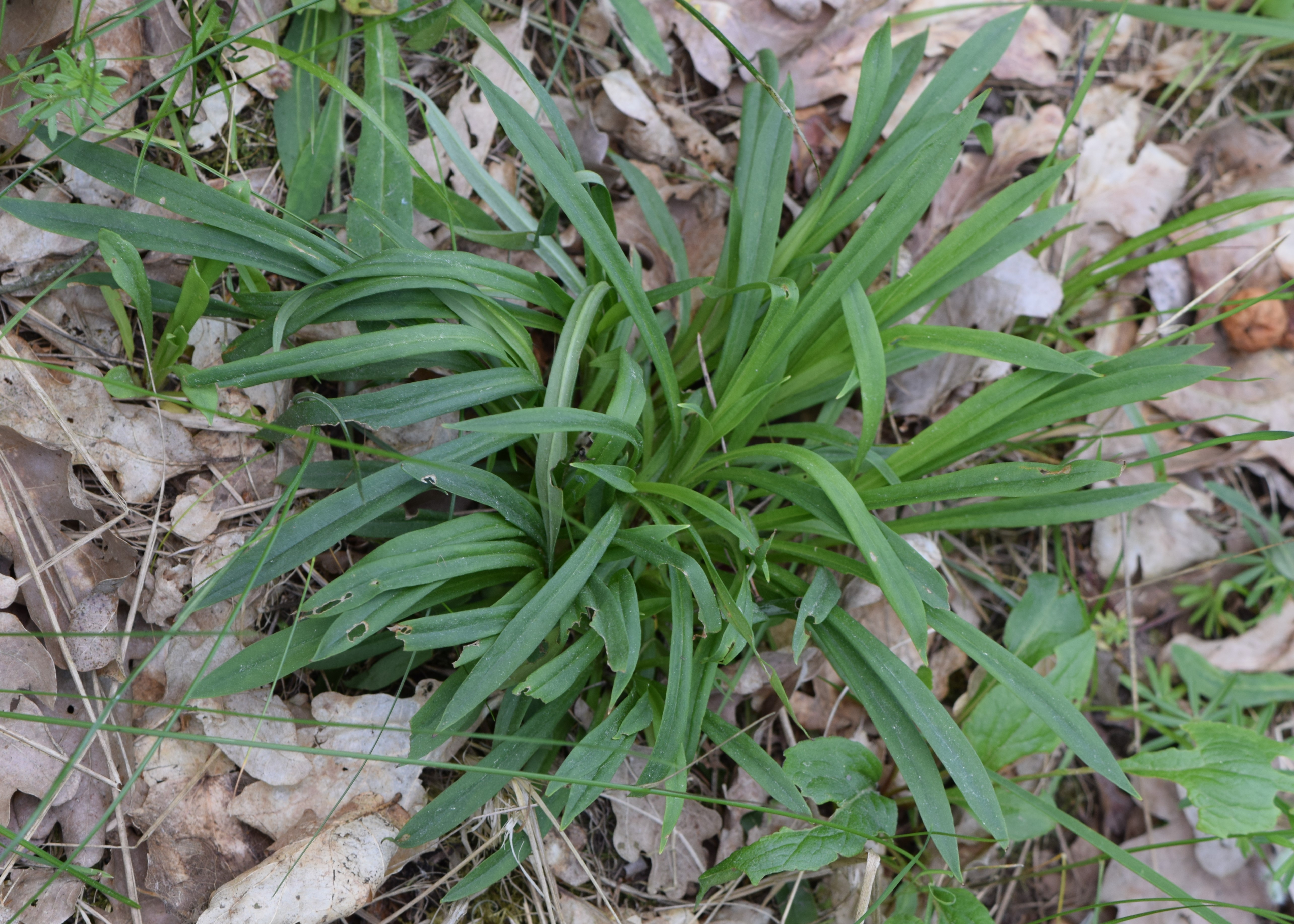
Rozeta przyziemna
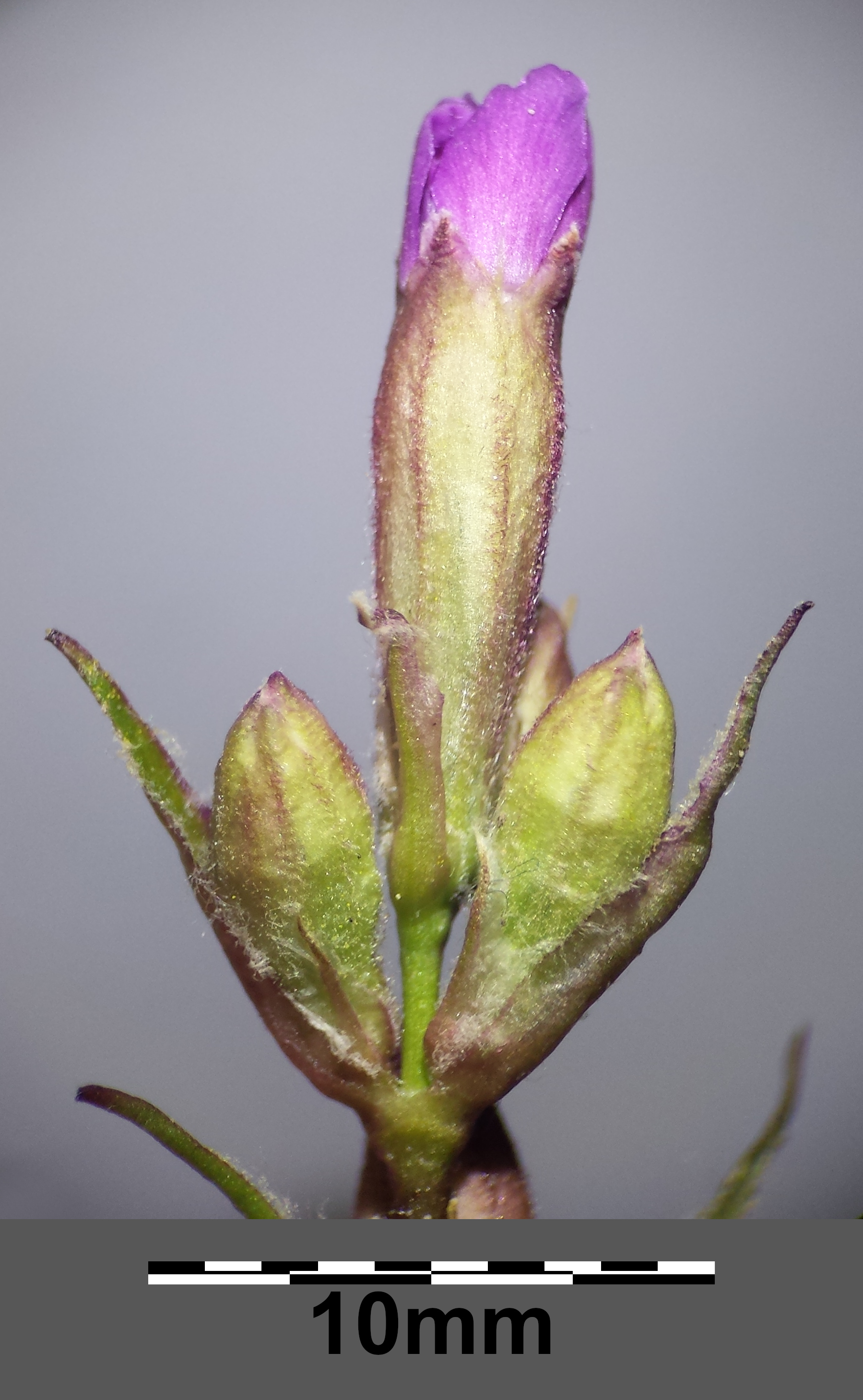
Fragment kwiatostanu
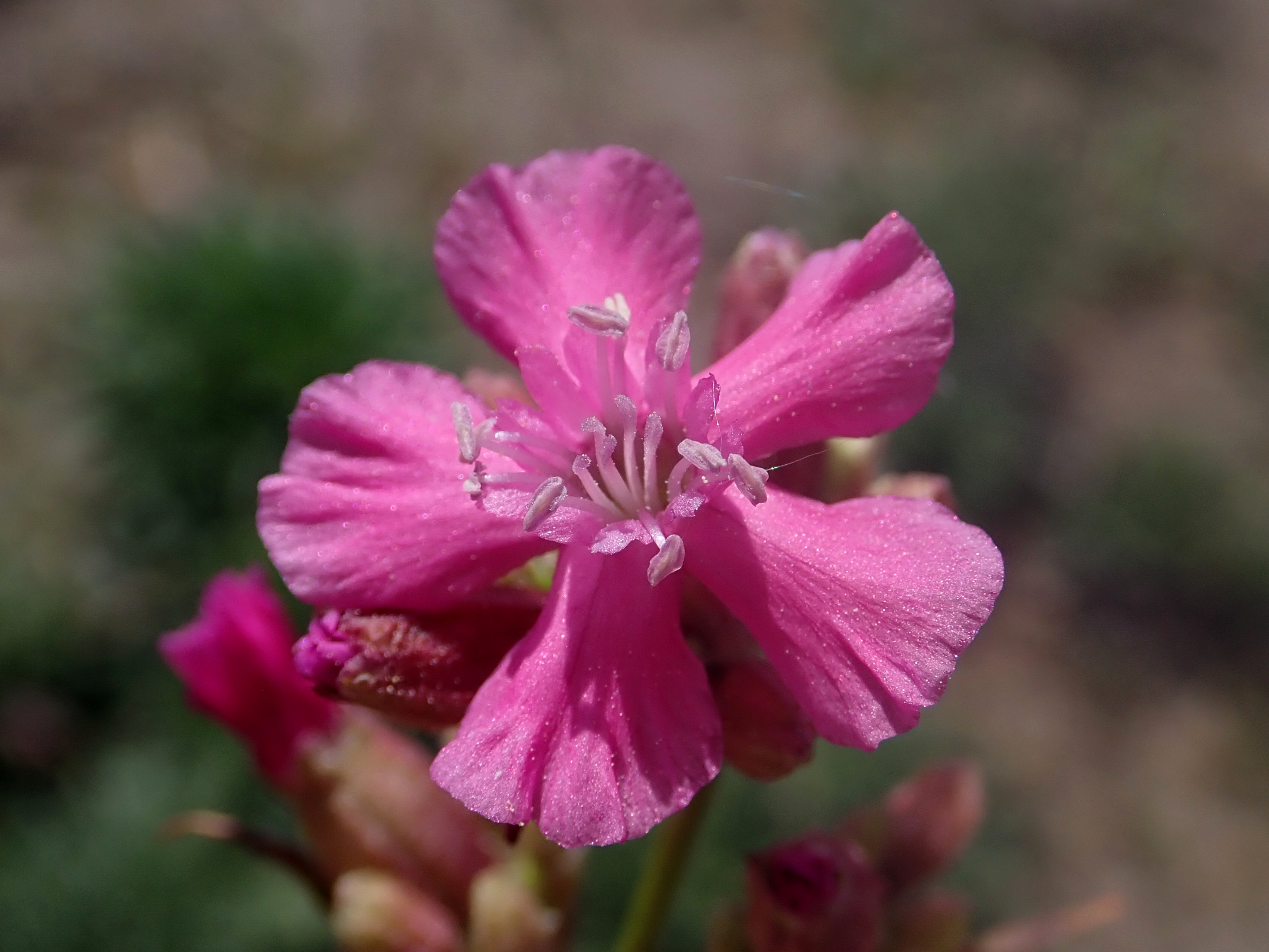
Kwiat z rozwiniętymi pręcikami
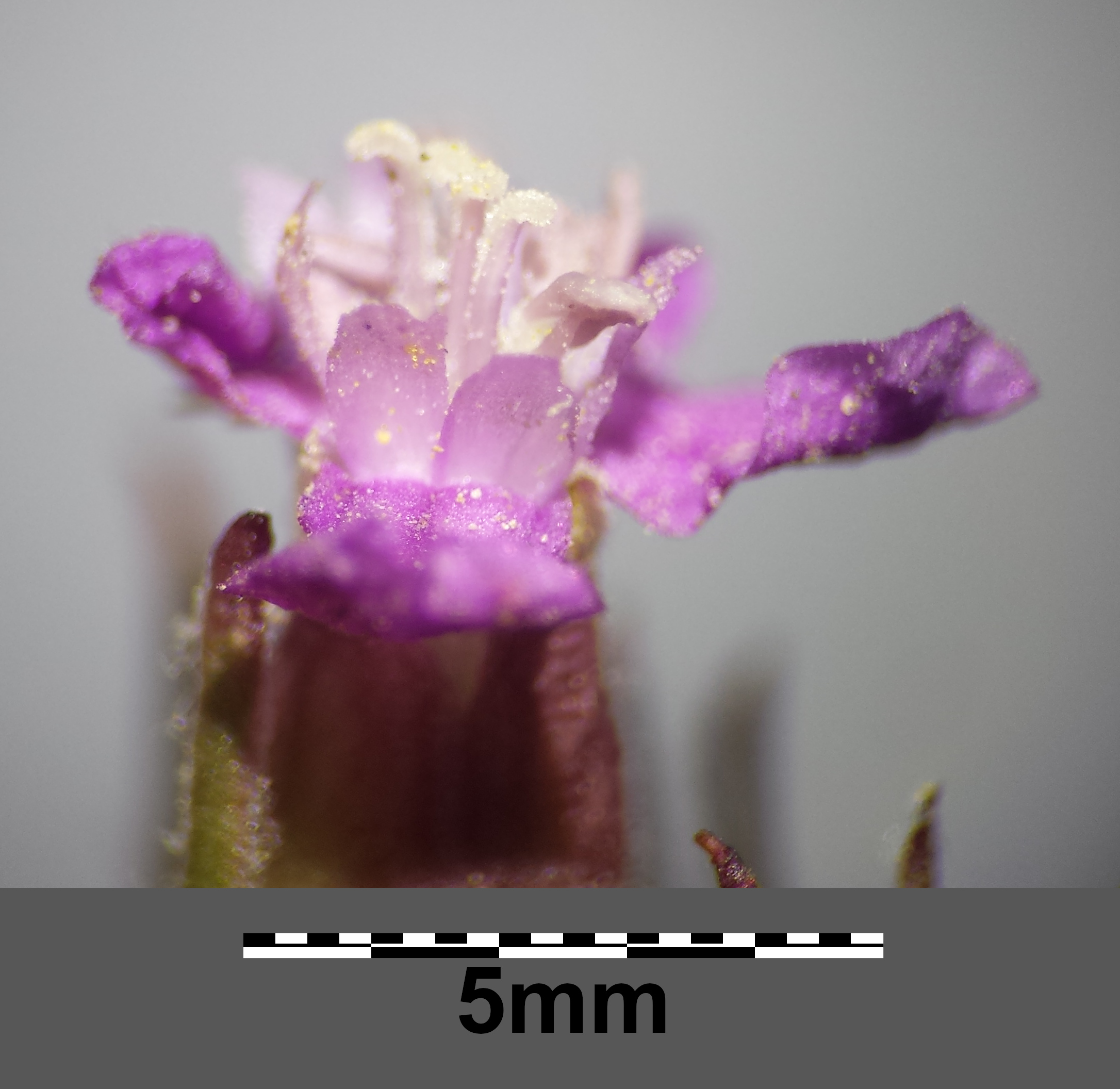
Korona z przykoronkiem
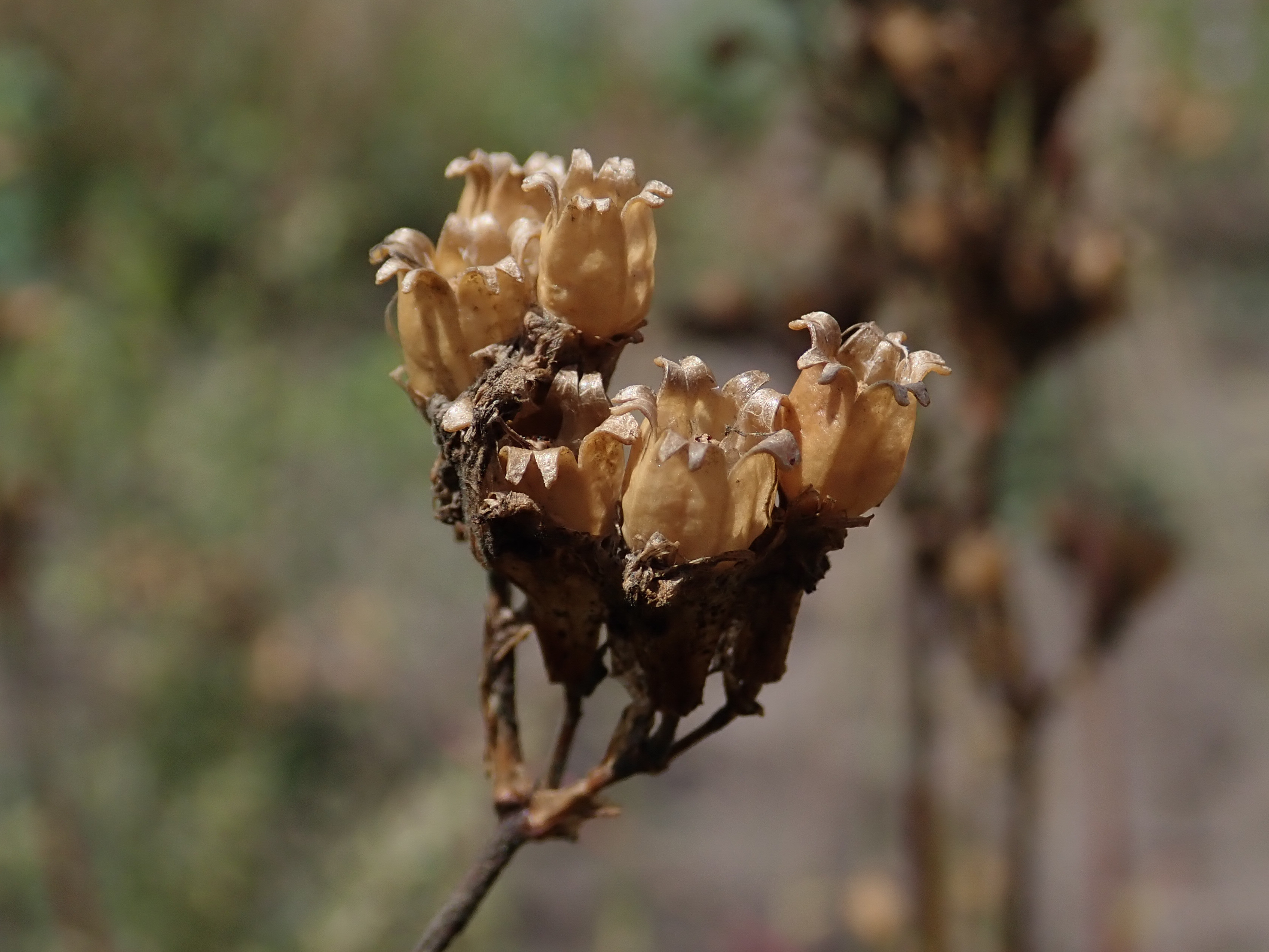
Owoce

Gatunek podobnyPodobne kształtem i kolorem kwiaty ma lepnica czerwona Silene dioica, która jednak rośnie w miejscach wilgotnych. Różni się m.in. szerszymi, jajowatymi i owłosionymi liśćmi.

## Biologia

### Rozwój

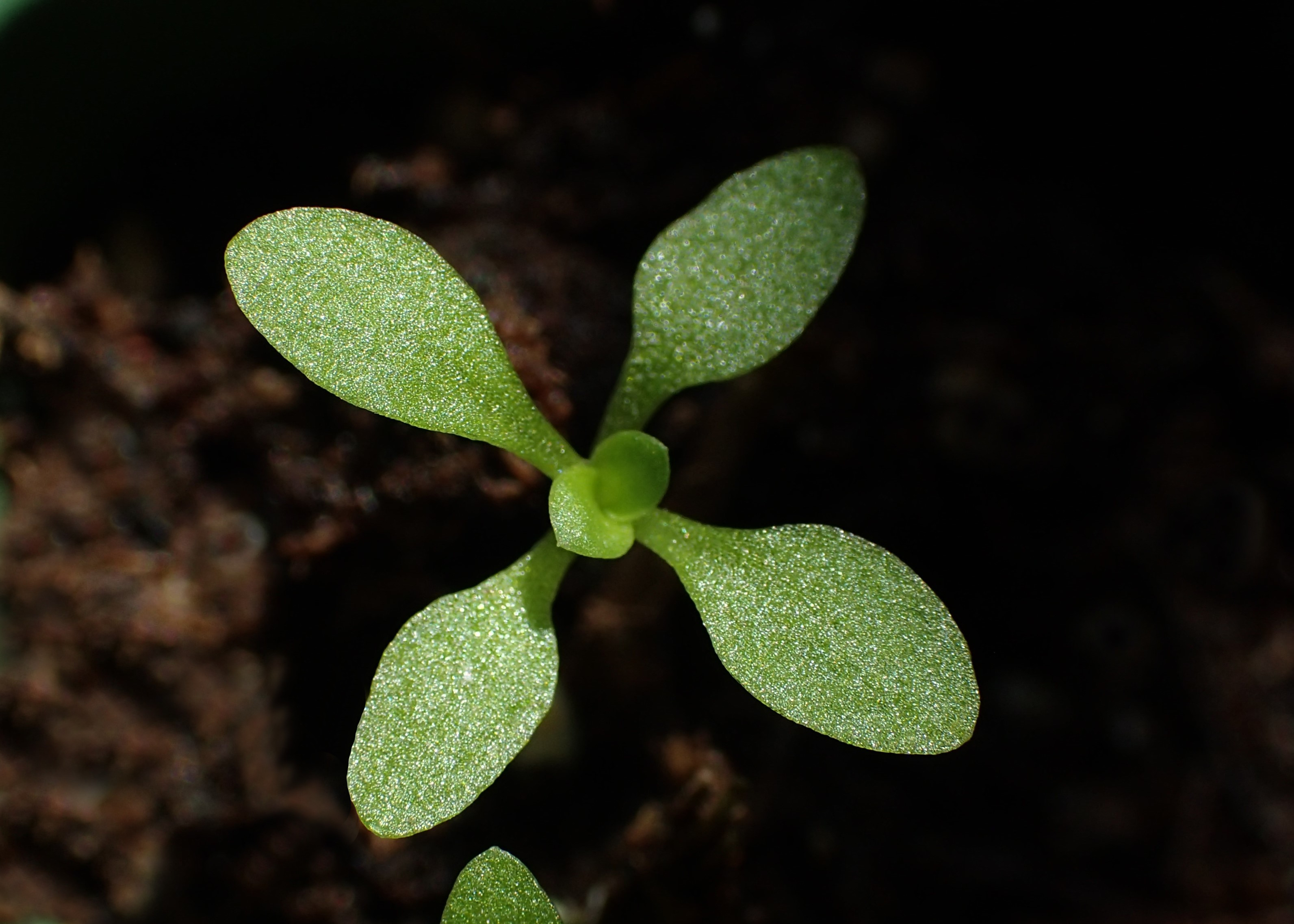
Siewka

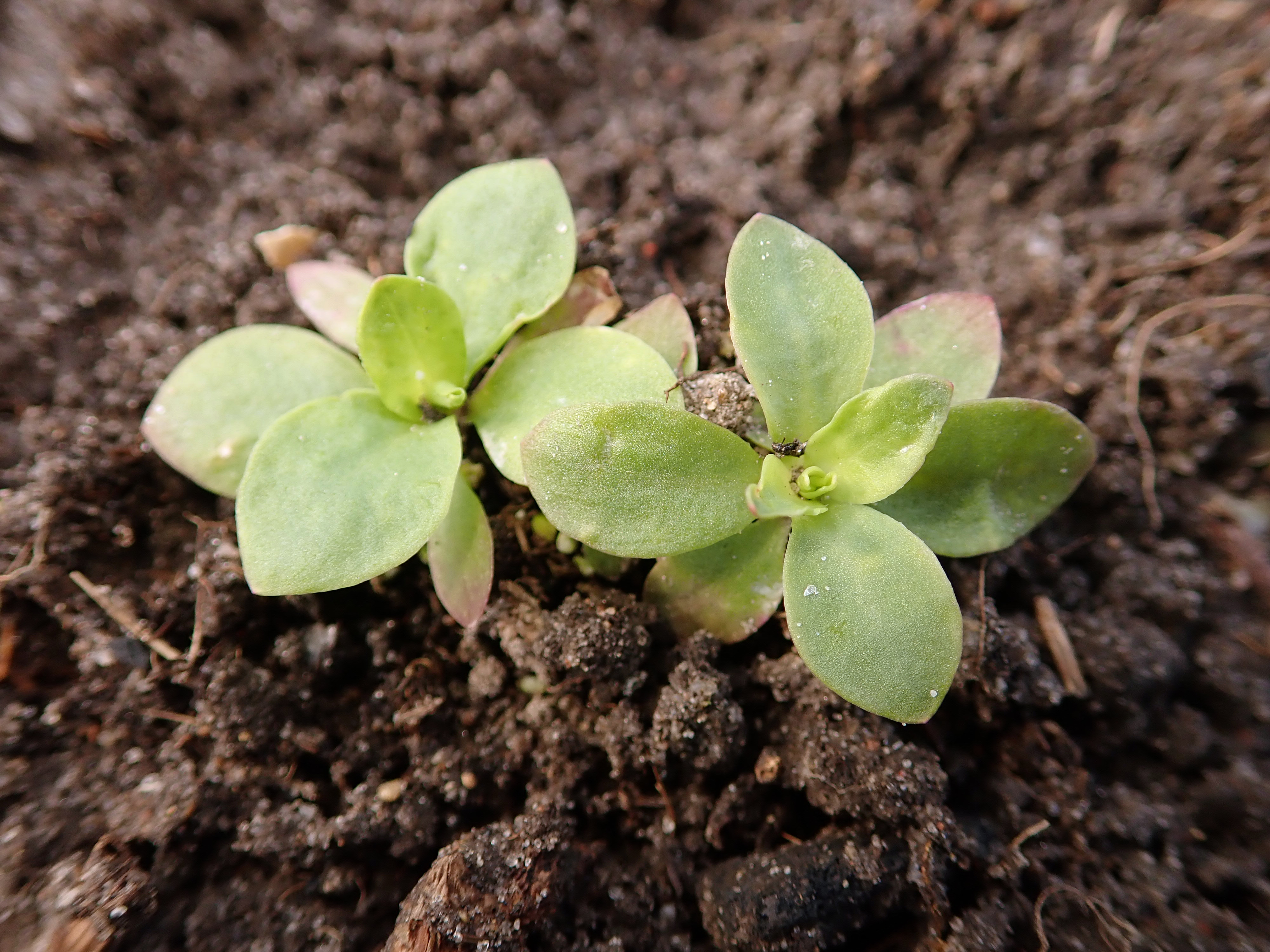
Młode rośliny po pierwszym roku rozwoju

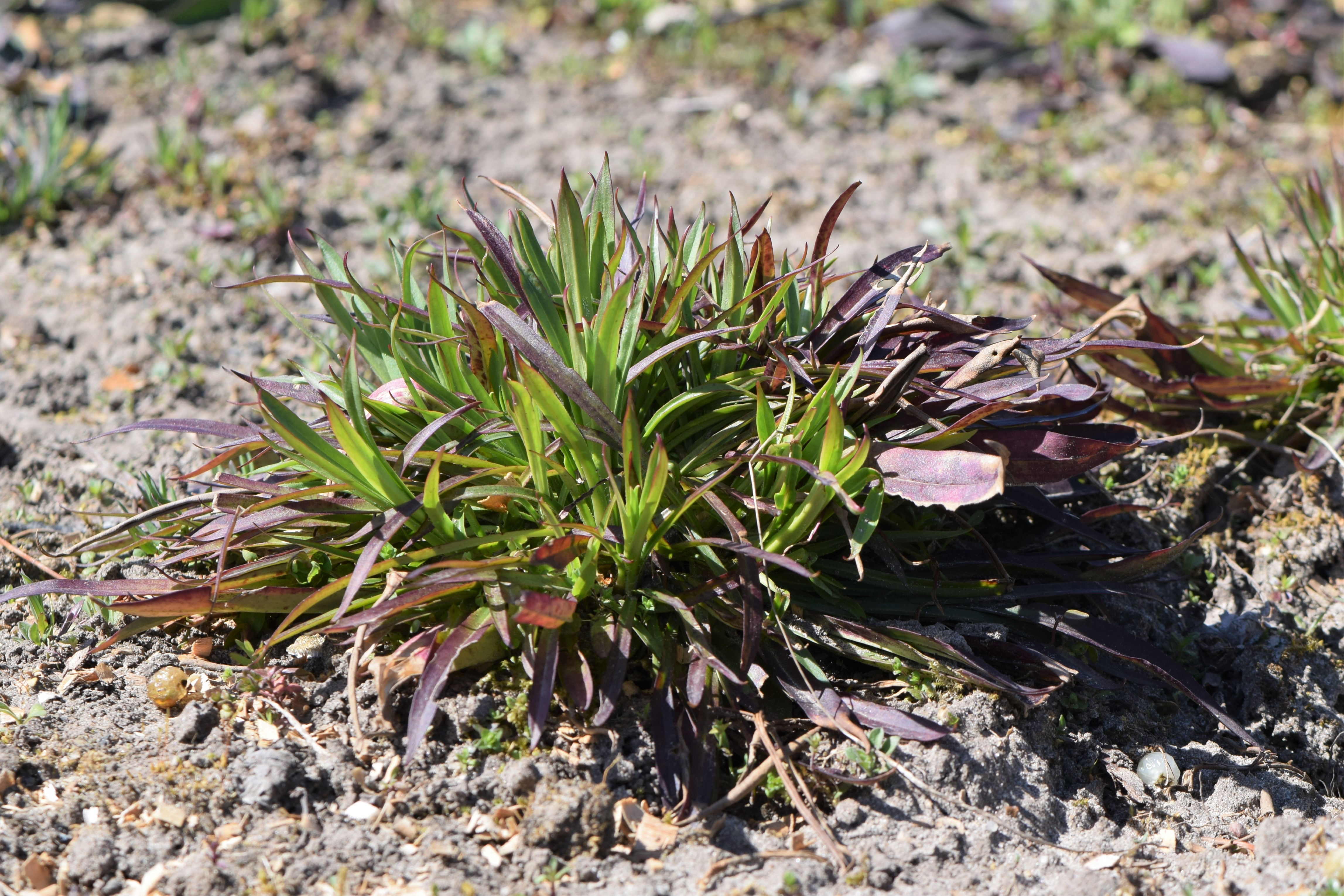
Roślina w trzecim roku życia, wiosną, przed swym pierwszym kwitnieniem

Długowieczna bylina o niewielkiej śmiertelności (poza fazą siewek), wynoszącej ok. 5% w skali roku. W jednej z badanych populacji średnia długość życia wynosiła 13 lat. Jest to hemikryptofit. Z końcem sezonu wegetacyjnego liście dolne zaczynają się zaczerwieniać, poczynając od końców. W okresie zimowym utrzymują się one, osłaniając wraz z gęsto upakowanymi pędami przyziemnymi i zamierającymi resztkami po pędach kwitnących młode, żywozielone zawiązki nowych liści i pędów. Nowe odgałęzienia pędu rozwijają się z kątów liści u jego nasady od końca marca do początku kwietnia i ich intensywny wzrost trwa do końca kwietnia.
Kwitnienie
Każde odgałęzienie kłącza może wydać łodygę kwiatonośną, ale zanim tak się stanie, czasem mija wiele lat. Kwitnienie trwa od maja do lipca. Po rozwinięciu się łodyg kwiatonośnych, co następuje w maju, rozwój kwiatów może być opóźniony czasem o kilka tygodni w zależności od warunków pogodowych (w warunkach uprawy szklarniowej kwiaty rozwijają się bez zwłoki). Kwiaty rozwijają się systematycznie, poczynając od dolnej części kwiatostanu i kwiatów bliższych osi kwiatostanu. Kwitnienie kwiatostanu trwa przez ok. 15–20 dni, przy czym poszczególne kwiaty kwitną przez 3–5 dni, przy czym szybko je kończą gdy tylko zostaną zapylone. Kwiaty są przedprątne – najpierw uwalniany jest pyłek przez pręciki, a po ich zwiędnięciu znamiona gotowe są na przyjęcie pyłku z innych kwiatów. Zapylaczami są różne gatunki motyli, zarówno dziennych, jak i nocnych, oraz pszczoły. Za najbardziej skutecznych w zapylaniu uznawani są przedstawiciele rodzaju Bombus, przy czym jednak atutem motyli odwiedzających mniejszą liczbę kwiatów jest z kolei przelatywanie większych dystansów między nimi i w efekcie mają one znaczenie dla skuteczniejszej wymiany genowej w obrębie populacji. Nie dokonują zapylenia owady wykradające tylko pyłek w fazie rozwoju pręcików – krótkojęzyczne pszczoły i muchówki. Zapach i nektar wabiący owady wydzielany jest zarówno w ciągu dnia, jak i w nocy.
Owocowanie i rozsiewanie
W wyniku zapylenia krzyżowego z około 300–400 zalążków znajdujących się w zalążni, około 2/3 rozwija się w nasiona. W kwiatach może dochodzić także do samozapylenia, ale wówczas zawiązuje się mniej nasion. Jedna roślina w ciągu roku tworzy zwykle 9 tys. do 25 tys. nasion, ale zmienność w tym zakresie jest ogromna. Często do kwitnienia i owocowania nie dochodzi niemal wcale, jeśli rośliny są nadmiernie zacienione lub silnie zgryzane. Z kolei na silniej rozrośniętych okazach, obficie tworzących pędy kwitnące zarejestrowano wytworzenie nawet blisko 700 tys. nasion. Liczba nasion skorelowana jest pozytywnie z wielkością populacji, co tłumaczone jest większą szansą na zapylenie krzyżowe. Po dojrzeniu owoców i rozsypaniu nasion łodyga kwiatonośna zamiera (poszczególne pędy są monokarpiczne), przy czym czasem pędy z owocami pozostają wzniesione jeszcze w trakcie zimy. Nasiona rozsiewane są w wyniku wytrząsania ich z torebek przez ruchy wiatru i zwierzęta. Czasem zgryzane pędy z owocami przenoszone są przez zwierzęta daleko od roślin macierzystych. Pewną rolę w rozprzestrzenianiu nasion odgrywają też mrówki.
Kiełkowanie i budowa siewek
Nasiona nie wymagają stratyfikacji – kiełkują umieszczone na wilgotnym podłożu w temperaturze 16 °C w 90–100%, w niższych temperaturach siła kiełkowania jest mniejsza. Kiełkowanie następuje zarówno jesienią, jak i wiosną. Siewka szybko rozwija głęboki korzeń. Hipokotyl jest nagi o długości od 4 do 10 mm. Liścienie dwa osadzone są na ogonkach o długości 1–2 mm, pokrytych wielokomórkowymi włoskami, z pochwiastymi nasadami. Ich blaszka jest eliptyczna, o nasadzie klinowatej, na szczycie kanciasto stępione. Epikotylu brak. Kolejne liście są dłuższe od liścieni, u nasady podobne – z krótkim ogonkiem i wielokomórkowymi włoskami, słabo zaostrzone.

### Genetyka
Liczba chromosomów zarejestrowana na różnych obszarach w obrębie zasięgu gatunku wynosi 2n=24. Populacje są znacząco zróżnicowane genetycznie, przy czym zróżnicowanie to skorelowane jest z wielkością populacji. Występuje znacząca izolacja między populacjami skutkująca wyraźnym dryfem genetycznym i to przy relatywnie niewielkich odległościach między nimi. Nie zarejestrowano przy tym jednak różnic w żywotności, sile kiełkowania i plenności roślin z populacji bardziej i mniej zróżnicowanych, co wskazuje na istotną rolę nawet niewielkich i izolowanych populacji dla zachowania gatunku i planowania działań ochronnych. W małych, słabo zróżnicowanych genetycznie populacjach (także poddanych większemu stresowi siedliskowemu) zarejestrowano większą asymetrię w budowie kwiatów.

## Ekologia

### Siedlisko

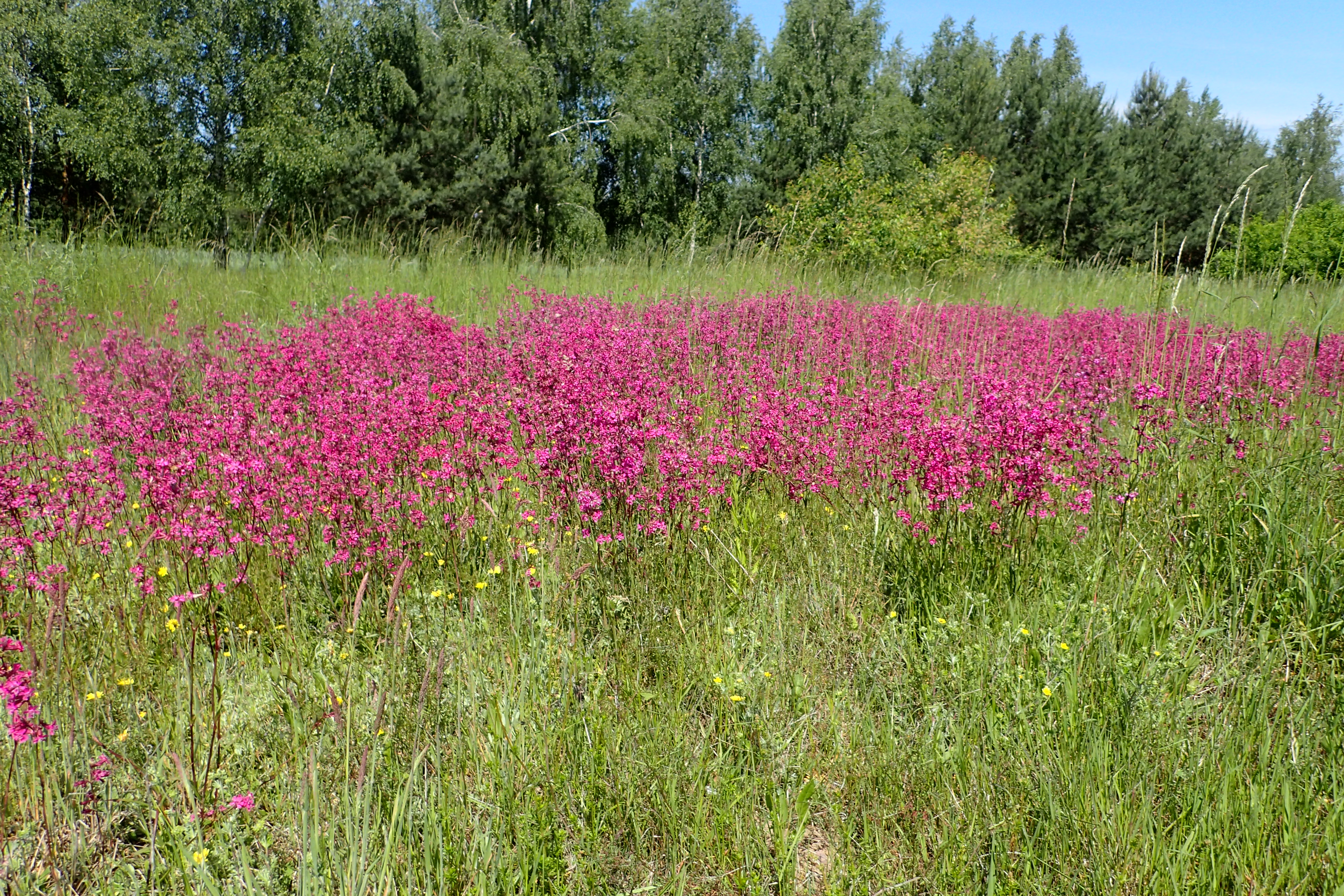
Masowe kwitnienie smółki na suchej łące

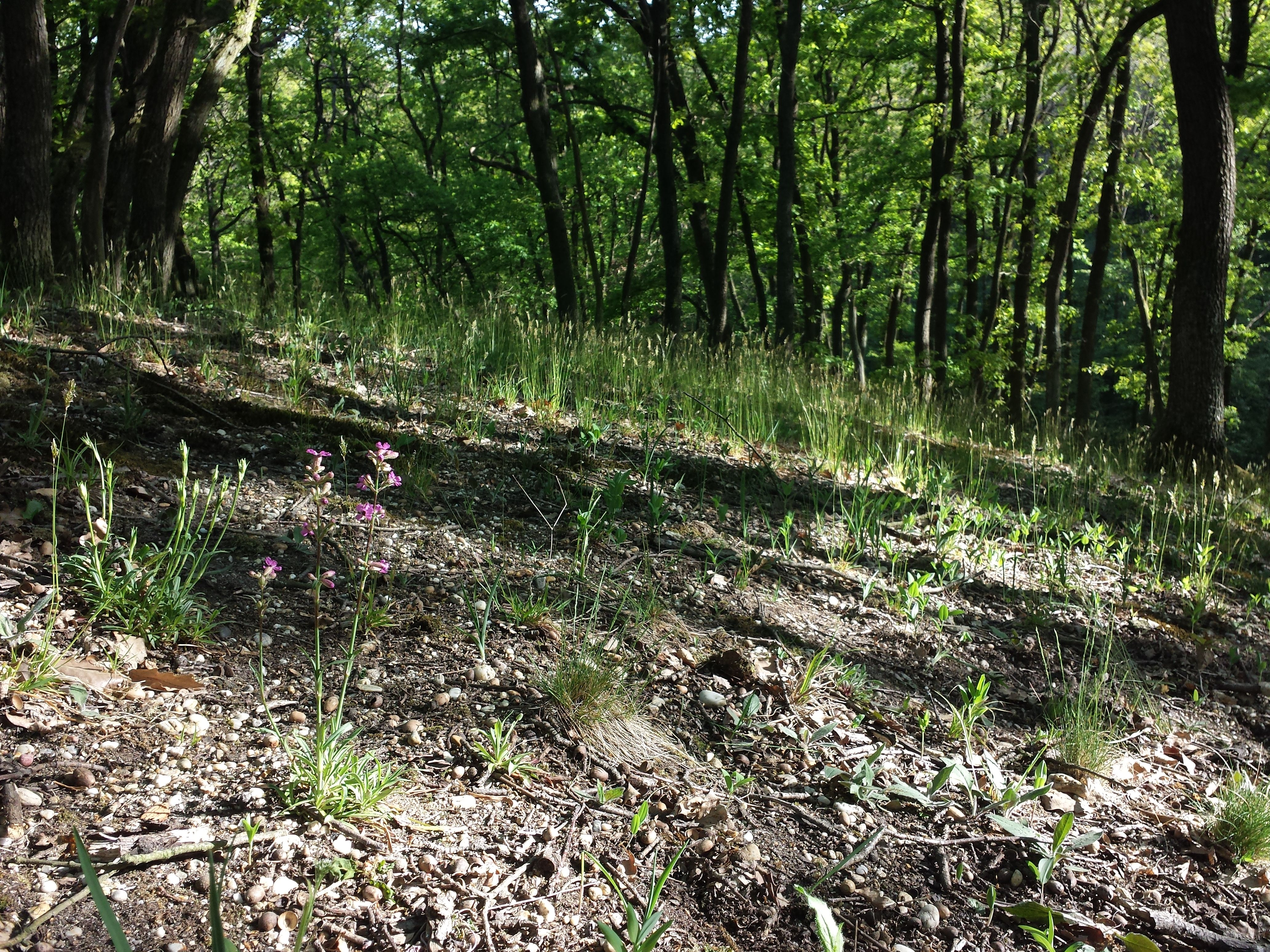
Smółka pospolita w świetlistym lesie

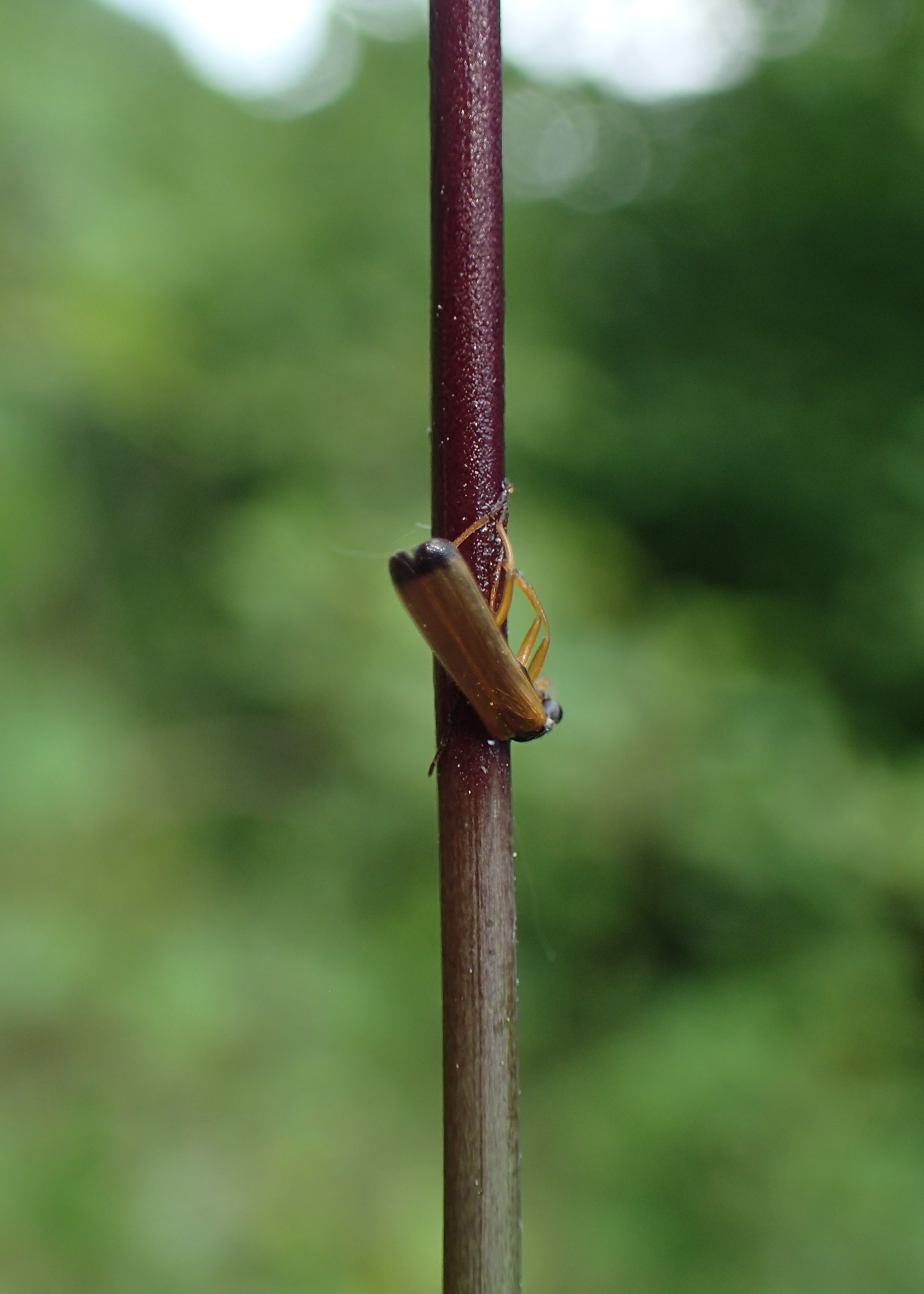
Owad (rodzina omomiłkowate) przylepiony do lepkiego pędu

Gatunek rośnie w szerokim zakresie siedlisk, przy czym jako gatunek światłolubny, preferuje miejsca otwarte i nasłonecznione – suche łąki, murawy napiaskowe i wrzosowiska, zbocza wzgórz, także skaliste i kamieniste, winnice, przydroża, skarpy przy trasach kolejowych, nieużytki i odłogi, suche polany i obrzeża lasów, świetliste zarośla i lasy z luźno rosnącymi dębami, brzozami i sosnami. Zasiedlając stoki rośnie zwykle po ich południowej (też południowo-wschodniej i południowo-zachodniej) stronie, porasta też klify skalne. Gatunek dobrze znosi susze – w przypadku ich wystąpienia liście co prawda szybko więdną, ale też bez problemów odzyskują turgor i zielony kolor po deszczu. Okresy suszy są jednak krytycznym czynnikiem limitującym rozwój siewek tego gatunku – w warunkach naturalnych zarejestrowano przeżywalność w różnych miejscach i warunkach tylko ok. 1–10% młodych roślin w ciągu roku.
Smółka pospolita rośnie na bardzo różnych typach gleb, często płytkich i szkieletowych, ubogich w substancje odżywcze, piaszczystych, żwirowych i skalistych, zwykle neutralnych i kwaśnych (bywa określana jako gatunek wskaźnikowy gleb kwaśnych), na skałach krzemionkowych i magmowych, piaskowcach, łupkach, rzadziej na skałach wapiennych i glinach z dużą zawartością węglanu wapnia. W północnej części zasięgu gatunek jest częściej notowany na podłożu wapiennym.
Na stanowiskach smółka pospolita występuje z bardzo zróżnicowaną liczebnością – od pojedynczych osobników do wielu tysięcy roślin, przy czym ze względu na kępiasty pokrój i nierzadko bliskie sąsiedztwo roślin – dokładne ich policzenie bywa zwykle mocno kłopotliwe.

### Fitosocjologia i interakcje międzygatunkowe
Konsekwencją szerokiego spektrum zajmowanych siedlisk otwartych jest brak przywiązania do określonych zbiorowisk roślinnych – gatunek nie jest wskazywany jako charakterystyczny dla żadnego syntaksonu w Polsce. Lokalnie opisywano zbiorowiska murawowe ze smółką jako Viscario-Festucetum (zbiorowisko suchych muraw ze współpanującą kostrzewą owczą Festuca ovina w Niemczech), Diantho deltoides-Galietum (murawa kwietna ze smółką, kostrzewą owczą i śmiałkiem pogiętym Deschampsia flexuosa w Czechach) i wskazywano niezbyt ścisłe związki ze zbiorowiskami okrajkowymi ze związku Geranion sanguinei. W Czechach jest gatunkiem charakterystycznym związku muraw Koelerio-Phleion phleoidis i zespołu Viscario-Quercetum. Poza tym rejestrowany jest często w zbiorowiskach ze związków: Hyperico perforati-Scleranthion perennis, Trifolion medii, Arrhenatherion oraz klasy Nardo-Callunetea. Zespół świetlistych dąbrów ze smółką Viscario-Quercetum zarejestrowany został także w Polsce w pobliżu granic z Czechami.
Smółka jest chętnie zgryzana przez jeleniowate, króliki, owce, często ogałacające niemal zupełnie rośliny z pędów kwitnących. Pędy te zgryzane są też przez gryzonie. Z drugiej strony ograniczenie wypasu na siedliskach smółki często jest powodem sukcesji leśnej i rozwoju wysokiej roślinności, silnie konkurencyjnej wobec tego gatunku. O ile starsze rośliny z powodzeniem utrzymują się w darni traw, o tyle rozwój siewek następuje zwykle tylko na odsłoniętych fragmentach gleby. Niezależnie od stadium rozwoju smółka wrażliwa jest na ocienienie i dlatego ustępuje w wyniku konkurencji silniej rosnących krzewinek i krzewów (np. tarniny, kolcolistu czy wrzosu) oraz drzew.
Lepka wydzielina dwukomórkowych gruczołków (jedna komórka tworzy główkę, druga trzon) na skórce w obrębie kwiatostanów chroni kwiaty przed owadami kradnącymi pyłek i nektar, a nie dokonującymi zapylenia. W obrębie pojedynczego kwiatostanu uwięzione bywają dziesiątki drobnych owadów, w tym mrówki kradnące nektar i ochraniające mszyce oraz wciornastki żerujące na liściach i kwiatach. W zalążniach żerują niszcząc nasiona ryjkowcowate i larwy motyli nocnych. Smółki atakowane są także przez nicienie – niszczyk zjadliwy Ditylenchus dipsaci rozwijając się w obrębie tkanek twórczych powoduje zniekształcenia liści.
Smółka pospolita jak szereg innych bylin goździkowatych bywa porażana przez grzyba podstawkowego Microbotryum violaceum, który nie wpływając znacząco na żywotność roślin powoduje ich sterylność – w kwiatach nie zawiązują się zalążnie, a z pręcików zamiast pyłku uwalniane są zarodniki grzyba przenoszone między roślinami za pośrednictwem zapylaczy (według niektórych badań zaatakowane rośliny czasem zawiązują nasiona). Zainfekowanie ponad 50% roślin w populacji prowadzi do jej wymarcia, ze względu na przewagę procesu zarażania kolejnych roślin nad zapylaniem. W 2007 opisano kolejny gatunek grzyba z tego samego rodzaju atakujący smółkę – Microbotryum lagerheimii. Poza tym na tym gatunku smółki rozwijają się takie grzyby jak: Thecaphora saponariae (u porażonych roślin kwiaty są zniekształcone, nabrzmiałe) oraz Pseudocercosporella woronowii i Ramularia didymarioides (zaatakowane rośliny mają plamy na liściach).

## Systematyka
Gatunek jest jednym z trzech z rodzaju smółka Viscaria, który bywał często włączany do rodzaju firletka Lychnis, i który z kolei od końca XX wieku włączany jest do rodzaju lepnica Silene. W efekcie w XX wieku popularnym synonimem tego gatunku była nazwa firletka lepka (Lychnis viscaria L.). W konsekwencji włączenia rodzaju Lychnis do Silene stosowana była zaś nazwa Silene viscaria (L.) Jess. Analizy filogenetyczne oparte na badaniach molekularnych, ale też morfologicznych, potwierdziły odrębność systematyczną rodzaju smółka Viscaria wraz ze smółką pospolitą, która jest dla rodzaju gatunkiem typowym.
Zmienność wewnątrzgatunkowa
Do licznych synonimów tego gatunku zaliczana jest także smółka purpurowa Viscaria atropurpurea Griseb. – takson opisywany jako odrębny gatunek, występujący w południowo-wschodniej Europie, mający różnić się krótszym antoforem i intensywniejszą barwą kwiatów. Nie stwierdzono jednak uzasadnienia dla wyróżniania tego gatunku – zmienność intensywności zabarwienia kwiatów nie jest ściśle skorelowana z długością antoforu, obie te cechy zmieniają się w obszarze zasięgu szeroko ujmowanego gatunku V. vulgaris – krótszy antofor i intensywniejsza barwa korony występuje częściej w południowej i południowo-wschodniej części zasięgu; cechy te zanikają stopniowo i w różnych populacjach niezależnie od siebie w miarę przesuwania się w obrębie zasięgu w kierunku północno-zachodnim. Zmienność cech morfologicznych w obrębie V. vulgaris jest większa niż wskazane jako diagnostyczne dla wyróżnienia V. atropurpurea i ich występowanie jest nieskorelowane wzajemnie. W końcu nie znaleziono także dotąd uzasadnienia w badaniach molekularnych dla wyróżniania odrębnego gatunku w szeroko ujmowanym V. vulgaris.
Smółka pospolita jest gatunkiem bardzo zmiennym morfologicznie, do cech mocno zmiennych należą: wysokość roślin, kształt i rozmiary liści, zabarwienie korony i innych części roślin. Zmienność barw korony tłumaczona jest plejotropią. Za formę teratologiczną uznaje się rośliny o silnie skróconych łodygach kwiatonośnych. Współcześnie nie są wyróżniane taksony wewnątrzgatunkowe, poza ew. dyskusyjnym subsp. atropurpurea (Griseb.) Stoj. 1939.
Spośród dawniej opisywanych odmian z Polski wymieniane były:
- var. cassubica Zapał. 1906 – w okolicach Pucka – rośliny o szerszych liściach łodygowych i dużych kwiatach z zielonkawym kielichem długości 13 mm i o płatkach do 16 mm długości,
- var. breviflora Zapał. 1906 – w okolicach Przemyśla – o kwiatach niewielkich z kielichem długości do 10 mm i płatkami do ok. 12 mm.

Mieszaniec
W Skandynawii występuje mieszaniec smółki pospolitej V. vulgaris i V. alpina – Viscaria × media Fr. ex Svanlund. Spotykany jest on w miejscach, gdzie oba taksony rodzicielskie rosną blisko siebie. Ma on cechy pośrednie między taksonami rodzicielskimi – liście podobne jak u smółki pospolitej, ale łodygi nielepkie, płatki takiego kształtu jak u V. alpina, ale większe.
Jako wymagającą weryfikacji określono informację o tworzeniu mieszańca międzyrodzajowego smółki pospolitej z lepnicą zwisłą Silene nutans.

## Nazewnictwo
Naukowa nazwa rodzajowa Viscaria utworzona została na bazie łacińskiego słowa viscum oznaczającego „lep” – w nawiązaniu do lepkich łodyg smółki pospolitej. Nazwa gatunkowa vulgaris oznacza „pospolity, rozpowszechniony”. „Smółka” to ludowa nazwa tego gatunku znana z Mazowsza, rzadka w dawnym piśmiennictwie, w którym dominowała forma „smołka”, a występowały także warianty „smolka”, „smoleńka” i „smolec”. Ze względu na włączanie tego gatunku do rodzaju firletka Lychnis nazwa binominalna u Krzysztofa Kluka to „firletka smołka”. Na początku XX wieku dominować zaczęła w piśmiennictwie nazwa „smółka pospolita”, utrwalona zwłaszcza w kolejnych wydaniach „Roślin polskich” (Józef Rostafiński w 1923 wciąż jednak używał nazwy „smołka”).
W końcu XX i na początku XXI wieku w zależności od przyjmowanej przynależności rodzajowej gatunek określany jest jako „smółka pospolita” lub „firletka lepka”, ewentualnie „firletka smółka”.

## Zagrożenia i ochrona
Gatunek nie jest ujęty na Czerwonej liście gatunków zagrożonych publikowanej przez Międzynarodową Unię Ochrony Przyrody (IUCN), nie jest też zaliczony do żadnej z kategorii na Czerwonej liście roślin Polski. Na obrzeżach zasięgu i w skali regionalnej rejestrowane jest ustępowanie gatunku. W Wielkiej Brytanii uznawany jest za gatunek bliski zagrożenia (near threatened – NT), w Niemczech nie ma jeszcze statusu zagrożonego, ale znajduje się na „liście ostrzegawczej” (Vorwarnliste).
Do zagrożeń dla gatunku zalicza się pozyskiwanie roślin z natury, wypalanie muraw, intensyfikację wypasu, zarastanie drzewami i zalesianie muraw. W Wielkiej Brytanii podejmowano działania ochrony czynnej na stanowiskach polegające na usuwaniu krzewów zarastających murawy i zasilano populacje roślinami namnożonymi w uprawie.
Gatunek uznawany jest za diagnostyczny dla siedliska przyrodniczego 91I0 ciepłolubne dąbrowy, stanowiącego przedmiot ochrony w sieci Natura 2000.

## Znaczenie użytkowe

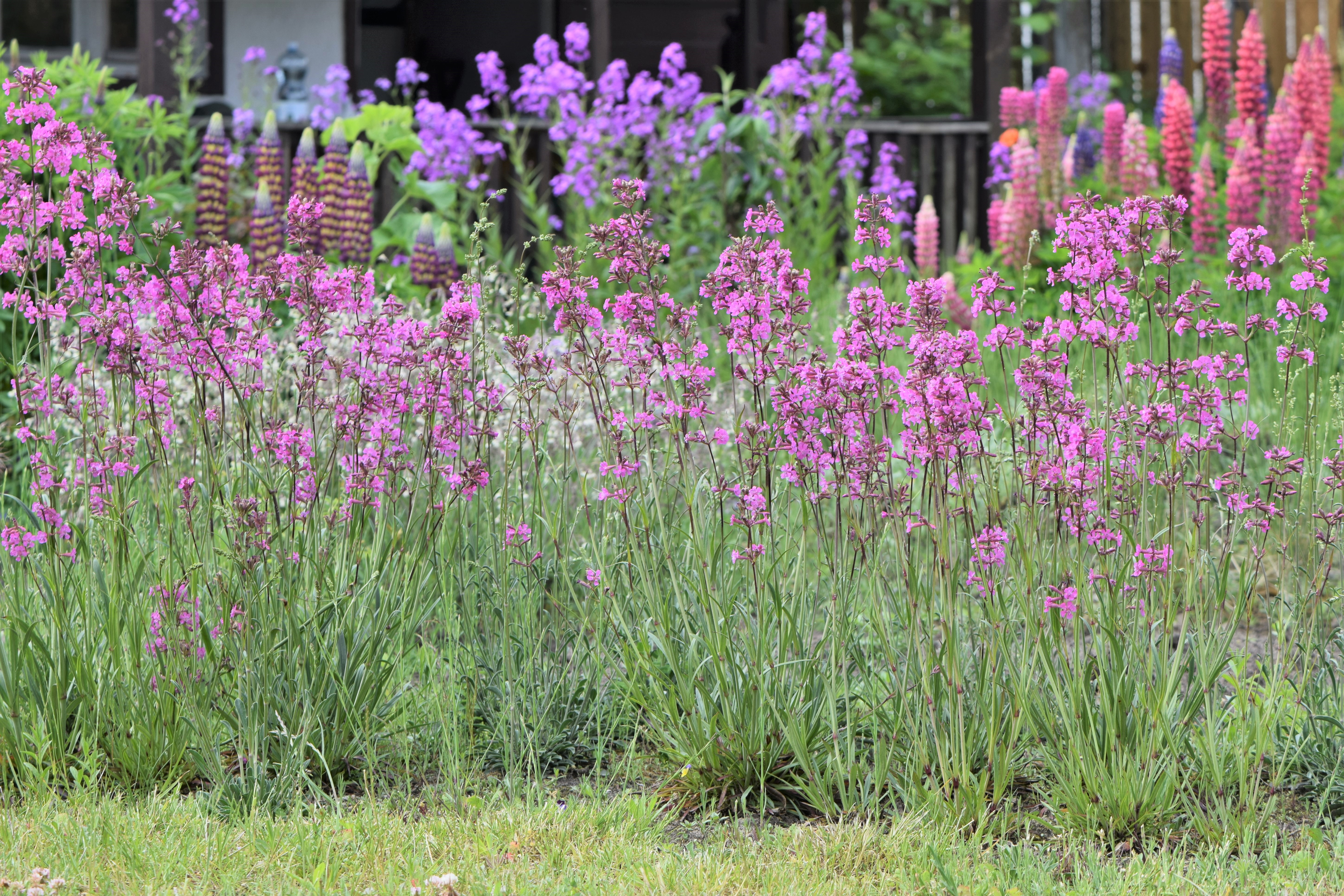
Smółka uprawiana w ogrodzie

Mimo występowania na łąkach i murawach, chętnego zgryzania przez zwierzynę płową i owce oraz zawierania saponin o potencjalnym znaczeniu wpływającym na zdrowie zwierząt – roślina określana jest jako nie mająca znaczenia pastewnego.
Roślina ozdobna
Ze względu na ładne kwiaty i obfite kwitnienie roślina jest uprawiana na rabatach jako ozdobna, zwłaszcza w odmianie pełnokwiatowej. Poza tym zalecana jest do ogrodów naturalistycznych, wrzosowiskowych, skalnych oraz do stosowania w zieleni parkowej. Rekomendowana jest do uprawy w grupach (z zagęszczeniem 9 roślin na 1 m²). Jako ozdobny gatunek rodzimy dla Europy Środkowej smółkę zaleca się do wykorzystywania dla zwiększenia różnorodności zieleni obszarów miejskich. Kwiatostany mogą być pozyskiwane na kwiat cięty.
Uprawia się głównie ozdobne kultywary: ‘Alba’ (kwiaty białe, uznawana bywa za niezbyt efektowną), ‘Feuer’ (kwiaty jasnowiśniowe), ‘Plena’ (kwiaty pełne, różowoliliowe, z powodu dużej liczby płatków często pękają kielichy tych roślin), ‘Splendens’ (kwiaty lśniące, karminowe), ‘Splendens Plena’ (kwiaty lśniącokarminowe, pełne).
Roślina miododajna
Smółka pospolita jest rośliną miododajną, ale nektar dostępny jest dla pszczoły miodnej tylko wtedy, gdy rurka kielicha wypełniona jest nim na odpowiednio dużą wysokość (miodniki znajdują się u podstawy zalążni) – co zdarza się jednak często ze względu na wypełnienie rurki przez zalążnię. Obnóże zebrane ze smółki ma kolor szarokremowy.

## Uprawa
Smółka pospolita jest mrozoodporna (rosnąć może w strefie mrozoodporności 4–9) i łatwa w uprawie, dobrze znosi okresy krótkich suszy. Najlepiej rośnie w miejscach słonecznych i półcienistych, na glebie przepuszczalnej. Rozmnaża się ją przez nasiona lub przez podział rozrośniętych kęp. Zaleca się dzielenie rozrośniętych kęp i przesadzanie roślin co trzy lata (starsze okazy w uprawie mogą wyglądać mniej estetycznie – częściej chorują i gorzej kwitną). Podział najlepiej wykonywać zimą.